# Мерельо, Тита
Ти́та Мере́льо, настоящее имя Лаура Ана Мерельо (исп.  Tita Merello, Laura Ana Merello; 11 октября 1904, Буэнос-Айрес — 24 декабря 2002, там же) — аргентинская актриса и певица, исполнительница танго и писательница. Одна из крупнейших звёзд аргентинского кино в его золотую эпоху (1940—1950-е годы). Также снималась в Мексике.

## Биография

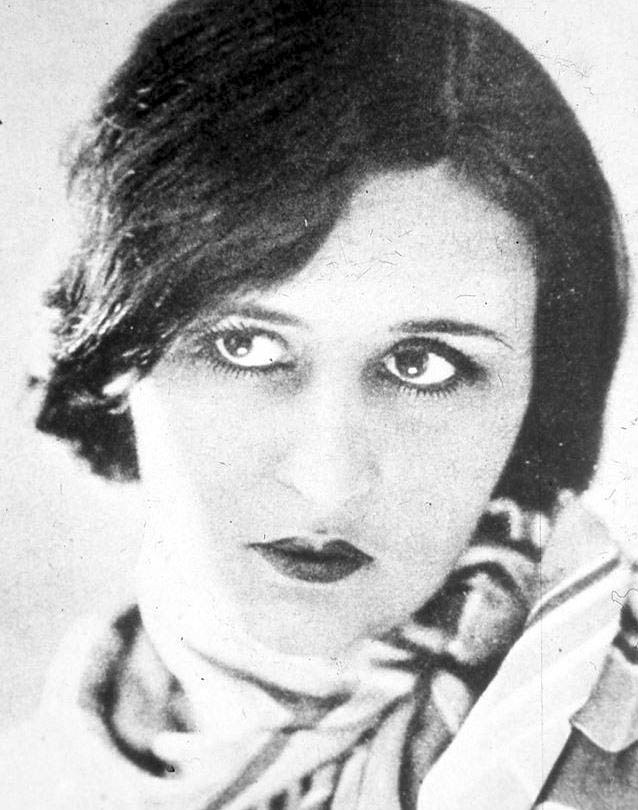
Тита Мерельо в 1920-х

Родилась в одном из самых старых, но утратившем былой статус южном столичном квартале Сан-Тельмо, в бедной семье. Семимесячным ребёнком потеряла отца, в пять лет была отдана матерью в приют. С детства работала служанкой в Уругвае, после того как у неё был диагностирован туберкулёз, жила на пастушеском хуторе, помогая семье. В школу не ходила, но научилась читать и писать.
С 1917 подрабатывала хористкой в местном театрике. В 1920 дебютировала в столичном Teatro Avenida, выступала в кафе. В 1923 была принята в буэнос-айресский Teatro Maipo, где спела своё первое танго Trago Amargo (Горький глоток). Начала выступать в драматических ролях. В 1927 впервые записала две песни, в 1929 — первый диск, сама написала несколько текстов танго. Публиковала стихи и хроникальные заметки в прессе. 

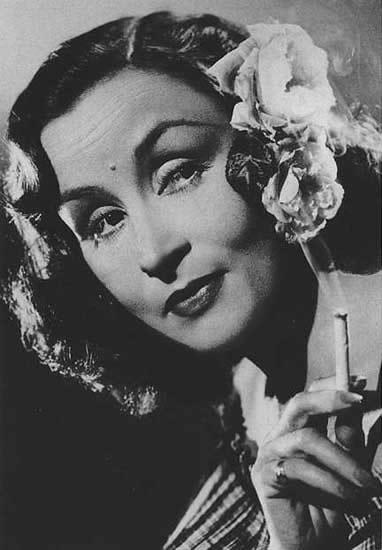
Одно из популярных фото Мерельо в молодости.

Как киноактриса дебютировал в первом аргентинском звуковом фильме Танго (1933) вместе с тоже начинавшей тогда, но уже исполнявшей главную роль Либертад Ламарке; немой фильм, в котором Мерельо, по данным некоторых историков, участвовала в 1928, не сохранился, как и сведения о нем. Среди сыгранных ею драматических ролей одной из наиболее впечатляющих была Филумена Мартурано в одноимённой драме Эдуардо Де Филиппо, а затем в фильме, снятом на её основе. Играла в пьесах Хасинто Бенавенте и др. В конце 1940-х гастролировала в Испании, Северной и Южной Америке. 
В 1946 снималась в Мексике; позднее жила там в 1955—1958 (Хотя Мерельо не была политизирована, её успех при режиме Перона сделал её мишенью после его свержения — следственная комиссия обвинила её в контрабанде цейлонского чая, и актриса спешно покинула страну), снималась с Либертад Ламарке, Марией Феликс и другими крупными актерами. 
Вернувшись в Буэнос-Айрес в 1958, снялась в нескольких фильмах известного актера, певца и кинорежиссёра Уго дель Карриля, выступала как сценарист. В 1960-х активно снималась на телевидении. В 1972 опубликовала автобиографическую книгу Улица и я. В 1990 ей посвятил танго Освальдо Пульезе.
После 1985 не снималась в кино, хотя продолжала делать публичные выступления. После 1992 больше не записывала песен, после 1994 не работала на телевидении. Время от времени выступала по радио. Получала постоянную государственную субсидию. В 1996 ей была присуждена премия Национального художественного фонда, которую она передала детской больнице.
Умерла в сочельник от остановки сердца во сне. Похоронена на столичном кладбище Ла-Чакарита.

## Творчество

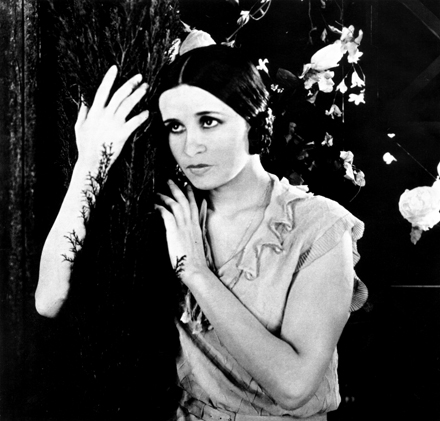
Мерельо в фильме Танго

Снялась в 33 фильмах, участвовала в 20 театральных постановках, активно работала на радио и телевидении, записала свыше 80 песен.

## Кинонаграды
- 1947: Пять ликов женщины (премия Ариэль, Мексика)
- 1951: Островитяне (премия Серебряный кондор, Аргентина)
- 1954: Подкидыш (премия Серебряный кондор, Аргентина)

## Признание

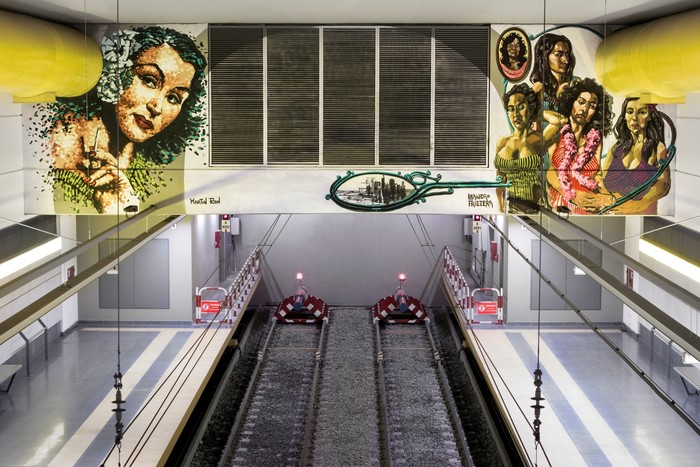
Станция метро «Hospitales», Буэнос Айрес: мурал, посвященный Тите Мерельо

Причислена к Прославленным гражданам Буэнос-Айреса (1990). Ещё при жизни в её честь назвали площадь в столице, ей был поставлен памятник. Её имя носит один из театрально-концертных комплексов аргентинской столицы.
Станцию метро «Hospitales» в Буэнос Айресе украшает мурал, посвященный Тите Мерельо
Тите Мерельо посвящены танго «Para Tita» композитора Освальдо Пульезе и песня «Tita de Buenos Aires» аргентинского композитора и певца Качо Кастанья.
В 2004 году в честь столетнего юбилея Титы Мерельо городским Театром Сан-Мартин и Факультетом философии и литературы Университета Буэнос-Айреса был организован ретроспективный показ фильмов с ее участием и выставка фотографий и личных вещей актрисы.
2 июня 2010 года состоялась премьера пьесы «Dijeron de mí» (Они рассказали обо мне), основанной на жизни актрисы с Вирджинии Инноченти в роли Мерельо. В 2011 году в театре Метрополитен вышло еще одно биографическое представление об актрисе «Una vida en tiempo de tango» (Жизнь в ритме танго) режиссера Начи Гевары, представляющее жизнь Мерельо от юности до старости.
В 2014 году почта Аргентины выпустила марку с изображением Титы Мерельо.
В июне 2016 года аргентинский спутник BugSat 1 был запущен в России и назван в честь актрисы.